# 4201 Orosz
4201 Orosz је астероид главног астероидног појаса са пречником од приближно 29,73 .
Афел астероида је на удаљености од 3,880 астрономских јединица (АЈ) од Сунца, а перихел на 2,431 АЈ.
Ексцентрицитет орбите износи 0,229, инклинација (нагиб) орбите у односу на раван еклиптике 8,875 степени, а орбитални период износи 2048,061 дана (5,607 година).
Апсолутна магнитуда астероида је 11,10 а геометријски албедо 0,072.
Астероид је откривен 3. маја 1984. године.